# Maria Czartoryska

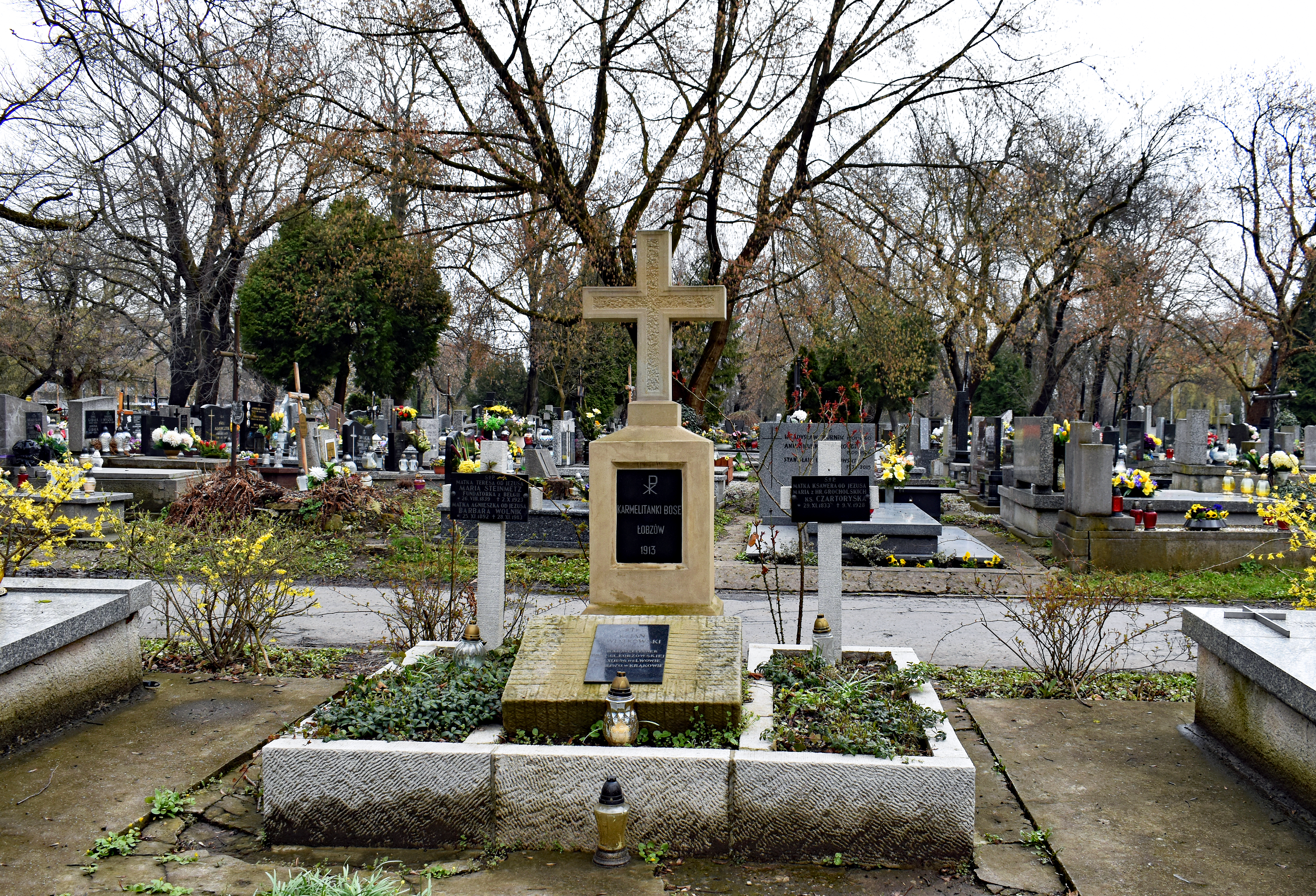
Grobowiec ss. karmelitanek na cmentarzu Rakowickim – grób Marii Czartoryskiej

Maria Czartoryska z Grocholskich herbu Syrokomla (ur. 29 listopada 1833 w Pietniczanach, zm. 9 maja 1928 w Krakowie) – żona Witolda Czartoryskiego (1822–1865), karmelitanka, imię zakonne Ksawera od Jezusa.

W Paryżu, 30 października 1851, poślubiła księcia Witolda. Po śmierci męża, od 1874 została karmelitanką bosą w Krakowie.
Córka Henryka Cypriana Grocholskiego i Franciszki Ksawery Brzozowskiej (1807–1872). Wnuczka Karola Brzozowskiego (1779–1862), marszałka szlachty olhopolskiej i prawnuczka Marcina Grocholskiego (1727–1807), ostatniego wojewody bracławskiego i posła Sejmu Wielkiego.
Rodzeństwo Marii: Stanisław Wincenty Grocholski, Tadeusz Przemysław Grocholski, Helena Henryka Grocholska.